# 周文中
周 文中（Chou Wen-chung / 拼音: Zhōu Wénzhōng / チョウ・ウェンチュン, 1923年7月28日 - 2019年10月25日）は、中華民国出身・アメリカ在住の作曲家、教育者。コロンビア大学名誉教授。

## 略歴
山東半島の煙台生まれ。幼少からバイオリンを学ぶ。重慶大学で都市工学を学び、国共内戦中の1946年に渡米して建築学を専攻するが、程なくして、1946年から1949年にかけニューイングランド音楽院でスロニムスキーに音楽の教育を受ける。その後コロンビア大学でオットー・ルーニングに作曲を学び、1954年に修了。1949年から1954年にかけて、エドガー・ヴァレーズに作曲を個人的に師事。ヴァレーズの没後、周文中が遺作の管理人となり、『ノクターナル』の補筆完成などを行った。
1958年にはアメリカの市民権を獲得。1964年からコロンビア大学で作曲科教授として教鞭をとり、1977年から定期的に訪中し、米中の文化交流に尽力。譚盾を始めとするニューウェイヴと呼ばれる若手作曲家たちを指導した。
作品には中国の詩や絵画、書道、易経などが取り入れられている。初期の作品には師ヴァレーズの影響が認められる。
2019年10月25日、ニューヨークにて死去。96歳歿。

## 作品
- 柳色新たなり (1957) - The Willows are New (Pf)
- 暗喩 (1961) - Metaphors (Winds)
- 草書体 (1963) - Cursive (Fl, Pf)
- 漁歌 (1965) - Yu̎ Ko (9 players)
- Eternal Pine (2015)

など